# Torneo Juvenil Femenino de Fútbol 2025
El Torneo Juvenil Femenino 2025 fue la 2.ª edición del Torneo juvenil femenino. Se disputó desde el 20 al 25 de mayo de 2025. En la anterior edición el campeón fue el Real Madrid tras vencer por 2 a 1 al F. C. Barcelona en la final.

## Equipos participantes
En este torneo participaron 16 equipos invitados entre ellos algunos campeones de sus ligas territoriales.

Los partidos tuvieron una duración de 70 minutos con 10 minutos de descanso. Los dos mejores de cada grupo disputaron los cuartos de final, cruzándose el Grupo A con el B y el Grupo C con el D. 
En esa temporada fueron los siguientes participantes:
| Grupo A                                                                 | Grupo B                                                               | Grupo C                                                       | Grupo D |
| ----------------------------------------------------------------------- | --------------------------------------------------------------------- | ------------------------------------------------------------- | --- |
| Atlético de Madrid F. C. Barcelona Athletic Club F. C. Levante Badalona | R. C. D. de La Coruña Levante U. D. Sevilla F. C. Real Sociedad F. F. | Madrid C. F. F. Real Betis Balompié Granada C. F. S. D. Eibar | Real Madrid C. F. Valencia Féminas C. F. R. C. D. Espanyol de Barcelona U. D. Costa Adeje Tenerife Egatesa |

## Resultados

### Primera fase[4]

#### Grupo 1
| Equipo                 | Pts | PJ | PG | PE | PP | GF | GC | Dif |
| ---------------------- | --- | -- | -- | -- | -- | -- | -- | --- |
| F. C. Barcelona        | 7   | 3  | 2  | 1  | 0  | 5  | 1  | +4  |
| Atlético de Madrid     | 5   | 3  | 1  | 2  | 0  | 4  | 2  | +2  |
| Athletic Club          | 3   | 3  | 1  | 0  | 2  | 1  | 5  | -4  |
| F. C. Levante Badalona | 1   | 3  | 0  | 1  | 0  | 1  | 3  | -2  |

| Jornada 1; 20 de mayo de 2025, 9:00 | Atlético de Madrid | 1:1 (1:1) | F. C. Barcelona     | Complejo Municipal de Deportes Ángel Nieto, Campo 1, Boadilla del Monte, Comunidad de Madrid |                         |
|                                     | - 21' Ainara Cerda | Reporte   | - 24' Natalia Escot | Árbitro(s): Molino Ruiz                                                                      | Árbitro(s): Molino Ruiz |

| Jornada 1; 20 de mayo de 2025, 9:00 | Athletic Club         | 1:0 (0:0) | F. C. Levante Badalona | Complejo Municipal de Deportes Ángel Nieto, Campo 2, Boadilla del Monte, Comunidad de Madrid |                          |
|                                     | - 57' Iraia Fernández | Reporte   |                        | Árbitro(s): Galán Cayado                                                                     | Árbitro(s): Galán Cayado |

| Jornada 2; 21 de mayo de 2025, 9:00 | Atlético de Madrid          | 1:1 (1:0) | F. C. Levante Badalona | Complejo Municipal de Deportes Ángel Nieto, Campo 1, Boadilla del Monte, Comunidad de Madrid |                           |
|                                     | - 27' María Dolores Delgado | Reporte   | - 41' Sol Taboada      | Árbitro(s): Mancebo Couso                                                                    | Árbitro(s): Mancebo Couso |

| Jornada 2; 21 de mayo de 2025, 9:00 | F. C. Barcelona                                           | 3:0 (2:0) | Athletic Club | Complejo Municipal de Deportes Ángel Nieto, Campo 2, Boadilla del Monte, Comunidad de Madrid |                                |
|                                     | - 1' Anna Quer - 21' Mariona Señe - 62' Rosalía Domínguez | Reporte   |               | Árbitro(s): De La Cruz Pitarch                                                               | Árbitro(s): De La Cruz Pitarch |

| Jornada 3; 22 de mayo de 2025, 9:00 | Athletic Club | 0:2 (0:2) | Atlético de Madrid                                 | Complejo Municipal de Deportes Ángel Nieto, Campo 1, Boadilla del Monte, Comunidad de Madrid |                           |
|                                     |               | Reporte   | - 21' Maria Isabel Olah - 30' Alejandra de la Sias | Árbitro(s): Piñana Candel                                                                    | Árbitro(s): Piñana Candel |

| Jornada 3; 22 de mayo de 2025, 9:00 | F. C. Levante Badalona | 0:1 (0:1) | F. C. Barcelona   | Complejo Municipal de Deportes Ángel Nieto, Campo 2, Boadilla del Monte, Comunidad de Madrid |                            |
|                                     |                        | Reporte   | - 6' Celia Segura | Árbitro(s): Vales González                                                                   | Árbitro(s): Vales González |

#### Grupo 2
| Equipo                | Pts | PJ | PG | PE | PP | GF | GC | Dif |
| --------------------- | --- | -- | -- | -- | -- | -- | -- | --- |
| R. C. D. de La Coruña | 7   | 3  | 2  | 1  | 0  | 5  | 1  | +4  |
| Real Sociedad F. F.   | 4   | 3  | 1  | 1  | 0  | 4  | 3  | +1  |
| Sevilla F. C.         | 3   | 3  | 0  | 3  | 0  | 3  | 3  | 0   |
| Levante U. D.         | 1   | 3  | 0  | 1  | 2  | 1  | 6  | -5  |

| Jornada 1; 20 de mayo de 2025, 9:00 | R. C. D. de La Coruña               | 2:0 (1:0) | Levante U. D. | Complejo Municipal de Deportes Ángel Nieto, Campo 3, Boadilla del Monte, Comunidad de Madrid |                             |
|                                     | - 29' Noelia Mayo - 46' Enma Gandoy | Reporte   |               | Árbitro(s): Barragán Gáspar                                                                  | Árbitro(s): Barragán Gáspar |

| Jornada 1; 20 de mayo de 2025, 10:45 | Sevilla F. C.            | 1:1 (0:0) | Real Sociedad F. F.    | Complejo Municipal de Deportes Ángel Nieto, Campo 3, Boadilla del Monte, Comunidad de Madrid |                            |
|                                      | - 55' Ariadna Bustamante | Reporte   | - 57' Maren Esteberena | Árbitro(s): Antolín Miguel                                                                   | Árbitro(s): Antolín Miguel |

| Jornada 2; 21 de mayo de 2025, 9:00 | R. C. D. de La Coruña               | 2:0 (1:0) | Real Sociedad F. F. | Complejo Municipal de Deportes Ángel Nieto, Campo 3, Boadilla del Monte, Comunidad de Madrid |                             |
|                                     | - 29' Noelia Mayo - 46' Emma Gandoy | Reporte   |                     | Árbitro(s): Alcaide Cordero                                                                  | Árbitro(s): Alcaide Cordero |

| Jornada 2; 21 de mayo de 2025, 10:45 | Levante U. D.    | 1:1 (1:0) | Sevilla F. C.      | Complejo Municipal de Deportes Ángel Nieto, Campo 3, Boadilla del Monte, Comunidad de Madrid |                             |
|                                      | - 24' Alba Rubio | Reporte   | - 61' Julia Torres | Árbitro(s): Kovari Mohammad                                                                  | Árbitro(s): Kovari Mohammad |

| Jornada 3; 22 de mayo de 2025, 9:00 | Sevilla F. C.     | 1:1 (1:1) | R. C. D. de La Coruña   | Complejo Municipal de Deportes Ángel Nieto, Campo 3, Boadilla del Monte, Comunidad de Madrid |                            |
|                                     | - 35' María Muñoz | Reporte   | - 35+2' Sofía Rodríguez | Árbitro(s): Bacala Salcedo                                                                   | Árbitro(s): Bacala Salcedo |

| Jornada 3; 22 de mayo de 2025, 10:45 | Real Sociedad F. F.                         | 3:0 (1:0) | Levante U. D. | Complejo Municipal de Deportes Ángel Nieto, Campo 3, Boadilla del Monte, Comunidad de Madrid |                            |
|                                      | - 3' Intza Arrondo - 38', 56' Ayala Carrera | Reporte   |               | Árbitro(s): Hidalgo Moraño                                                                   | Árbitro(s): Hidalgo Moraño |

#### Grupo 3
| Equipo              | Pts | PJ | PG | PE | PP | GF | GC | Dif |
| ------------------- | --- | -- | -- | -- | -- | -- | -- | --- |
| Madrid C. F. F.     | 9   | 3  | 3  | 0  | 0  | 7  | 0  | +7  |
| Granada C. F.       | 4   | 3  | 1  | 1  | 1  | 6  | 2  | +4  |
| Real Betis Balompié | 4   | 3  | 1  | 1  | 1  | 2  | 4  | -2  |
| S. D. Eibar         | 0   | 3  | 0  | 0  | 3  | 1  | 10 | -9  |

| Jornada 1; 20 de mayo de 2025, 10:45 | Madrid C. F. F.                                               | 3:0 (1:0) | Real Betis Balompié | Complejo Municipal de Deportes Ángel Nieto, Campo 1, Boadilla del Monte, Comunidad de Madrid |                                |
|                                      | - 20' María Aymerich - 44' Claudia Indias - 46' Sara Caparroz | Reporte   |                     | Árbitro(s): De La Cruz Pitarch                                                               | Árbitro(s): De La Cruz Pitarch |

| Jornada 1; 20 de mayo de 2025, 10:45 | Granada C. F.                                                                                | 6:0 (3:0) | S. D. Eibar | Complejo Municipal de Deportes Ángel Nieto, Campo 2, Boadilla del Monte, Comunidad de Madrid |                              |
|                                      | - 22', 34', 38' Ana María Martos - 28' Verónica Cañero - 36' Elena Jaimez - 64' Alba Galindo | Reporte   |             | Árbitro(s): González Jiménez                                                                 | Árbitro(s): González Jiménez |

| Jornada 2; 21 de mayo de 2025, 10:45 | Madrid C. F. F.                        | 2:0 (1:0) | S. D. Eibar | Complejo Municipal de Deportes Ángel Nieto, Campo 1, Boadilla del Monte, Comunidad de Madrid |                          |
|                                      | - 9' Sara Caparroz - 41' Sheila Martín | Reporte   |             | Árbitro(s): Mora del Oso                                                                     | Árbitro(s): Mora del Oso |

| Jornada 2; 21 de mayo de 2025, 10:45 | Real Betis Balompié | 0:0     | Granada C. F. | Complejo Municipal de Deportes Ángel Nieto, Campo 2, Boadilla del Monte, Comunidad de Madrid |                            |
|                                      |                     | Reporte |               | Árbitro(s): Vales González                                                                   | Árbitro(s): Vales González |

| Jornada 3; 22 de mayo de 2025, 10:45 | Granada C. F. | 0:2 (0:0) | Madrid C. F. F.                            | Complejo Municipal de Deportes Ángel Nieto, Campo 1, Boadilla del Monte, Comunidad de Madrid |                             |
|                                      |               | Reporte   | - 51' Alba San Segundo - 67' Sara Caparroz | Árbitro(s): Barragan Gaspar                                                                  | Árbitro(s): Barragan Gaspar |

| Jornada 3; 22 de mayo de 2025, 10:45 | S. D. Eibar          | 1:2 (0:2) | Real Betis Balompié               | Complejo Municipal de Deportes Ángel Nieto, Campo 2, Boadilla del Monte, Comunidad de Madrid |                             |
|                                      | - 66' Maddi Oliveira | Reporte   | - 6', 11' Irene del Rocío Alfonso | Árbitro(s): Kovari Mohammad                                                                  | Árbitro(s): Kovari Mohammad |

#### Grupo 4
| Equipo                             | Pts | PJ | PG | PE | PP | GF | GC | Dif |
| ---------------------------------- | --- | -- | -- | -- | -- | -- | -- | --- |
| Real Madrid C. F.                  | 9   | 3  | 3  | 0  | 0  | 9  | 2  | +7  |
| R. C. D. Espanyol de Barcelona     | 6   | 3  | 2  | 0  | 1  | 5  | 4  | +1  |
| Valencia Féminas C. F.             | 3   | 3  | 1  | 0  | 2  | 2  | 5  | -3  |
| U. D. Costa Adeje Tenerife Egatesa | 0   | 3  | 0  | 0  | 3  | 1  | 6  | -5  |

| Jornada 1; 20 de mayo de 2025, 12:30 | Real Madrid C. F.                              | 2:0 (2:0) | Valencia Féminas C. F. | Complejo Municipal de Deportes Ángel Nieto, Campo 1, Boadilla del Monte, Comunidad de Madrid |                             |
|                                      | - 25' Silvia Blasco - 31' Iris Ashley Santiago | Reporte   |                        | Árbitro(s): Alcaide Cordero                                                                  | Árbitro(s): Alcaide Cordero |

| Jornada 1; 20 de mayo de 2025, 12:30 | R. C. D. Espanyol de Barcelona | 1:0 (1:0) | U. D. Costa Adeje Tenerife Egatesa | Complejo Municipal de Deportes Ángel Nieto, Campo 2, Boadilla del Monte, Comunidad de Madrid |                          |
|                                      | - 13' Mia Osorio               | Reporte   |                                    | Árbitro(s): Mora del Oso                                                                     | Árbitro(s): Mora del Oso |

| Jornada 2; 21 de mayo de 2025, 12:30 | Real Madrid C. F.                                               | 3:0 (1:0) | U. D. Costa Adeje Tenerife Egatesa | Complejo Municipal de Deportes Ángel Nieto, Campo 1, Boadilla del Monte, Comunidad de Madrid |                            |
|                                      | - 25' Erika del Pino - 39' Paula Comendador - 46' Ángela Moreno | Reporte   |                                    | Árbitro(s): Hidalgo Moraño                                                                   | Árbitro(s): Hidalgo Moraño |

| Jornada 2; 21 de mayo de 2025, 12:30 | Valencia Féminas C. F. | 0:2 (0:0) | R. C. D. Espanyol de Barcelona       | Complejo Municipal de Deportes Ángel Nieto, Campo 2, Boadilla del Monte, Comunidad de Madrid |                              |
|                                      |                        | Reporte   | - 37' Elsa Alyats - 64' Naia Barroso | Árbitro(s): Santana Corchado                                                                 | Árbitro(s): Santana Corchado |

| Jornada 3; 22 de mayo de 2025, 12:30 | R. C. D. Espanyol de Barcelona       | 2:4 (0:2) | Real Madrid C. F.                                                                         | Complejo Municipal de Deportes Ángel Nieto, Campo 1, Boadilla del Monte, Comunidad de Madrid |                         |
|                                      | - 31' Irune Dorado - 31' María Soler | Reporte   | - 17' Erika del Pino - 29' Ariadna Marín - 39' Iris Ashley Santiago - 41' Adriana Folgado | Árbitro(s): Molino Ruiz                                                                      | Árbitro(s): Molino Ruiz |

| Jornada 3; 22 de mayo de 2025, 12:30 | U. D. Costa Adeje Tenerife Egatesa | 1:2 (1:1) | Valencia Féminas C. F.                 | Complejo Municipal de Deportes Ángel Nieto, Campo 2, Boadilla del Monte, Comunidad de Madrid |                              |
|                                      | - 13' Carolina Ferrera             | Reporte   | - 13' María Romeu - 13' Daniela Hellín | Árbitro(s): González Jiménez                                                                 | Árbitro(s): González Jiménez |

## Cuadro final
|  | Cuartos de final   | Cuartos de final               | Cuartos de final   |                   |                    | Semifinales        | Semifinales        | Semifinales        |  |    | Final Ciudad del Fútbol | Final Ciudad del Fútbol | Final Ciudad del Fútbol |  |
|  | 23 de mayo de 2025 | 23 de mayo de 2025             | 23 de mayo de 2025 |                   |                    | 24 de mayo de 2025 | 24 de mayo de 2025 | 24 de mayo de 2025 |  |    | 25 de mayo de 2025      | 25 de mayo de 2025      | 25 de mayo de 2025      |  |
|  |                    |                                |                    |                   |                    |                    |                    |                    |  |    |                         |                         |                         |  |
|  |                    |                                |                    |                   |                    |                    |                    |                    |  |    |                         |                         |                         |  |
|  | 1A                 | F. C. Barcelona                | 3                  |                   |                    |                    |                    |                    |  |    |                         |                         |                         |  |
|  | 1A                 | F. C. Barcelona                | 3                  |                   |                    |                    |                    |                    |  |    |                         |                         |                         |  |
|  | 2B                 | Real Sociedad F. F.            | 0                  |                   |                    |                    |                    |                    |  |    |                         |                         |                         |  |
|  | 2B                 | Real Sociedad F. F.            | 0                  |                   | F. C. Barcelona    | F. C. Barcelona    | 3                  |                    |  |    |                         |                         |                         |  |
|  |                    |                                |                    |                   | F. C. Barcelona    | F. C. Barcelona    | 3                  |                    |  |    |                         |                         |                         |  |
|  |                    |                                | Madrid C. F. F.    | Madrid C. F. F.   | 0                  |                    |                    |                    |  |    |                         |                         |                         |  |
|  | 1C                 | Madrid C. F. F.                | Madrid C. F. F.    | Madrid C. F. F.   | 0                  | 2                  |                    |                    |  |    |                         |                         |                         |  |
|  | 1C                 | Madrid C. F. F.                |                    |                   |                    |                    |                    |                    |  |    |                         |                         |                         |  |
|  | 2D                 | R. C. D. Espanyol de Barcelona | 0                  |                   |                    |                    |                    |                    |  |    |                         |                         |                         |  |
|  | 2D                 | R. C. D. Espanyol de Barcelona | 0                  |                   |                    |                    |                    |                    |  | 1A | F. C. Barcelona         | 0                       |                         |  |
|  |                    |                                |                    |                   |                    |                    |                    |                    |  | 1A | F. C. Barcelona         | 0                       |                         |  |
|  |                    |                                | 1D                 | Real Madrid C. F. | 1                  |                    |                    |                    |  |    |                         |                         |                         |  |
|  | 1B                 | R. C. D. de La Coruña          | 1D                 | Real Madrid C. F. | 1                  | 0                  |                    |                    |  |    |                         |                         |                         |  |
|  | 1B                 | R. C. D. de La Coruña          |                    |                   |                    |                    |                    |                    |  |    |                         |                         |                         |  |
|  | 2A                 | Atlético de Madrid             | 2                  |                   |                    |                    |                    |                    |  |    |                         |                         |                         |  |
|  | 2A                 | Atlético de Madrid             | 2                  |                   | Atlético de Madrid | Atlético de Madrid | 0                  |                    |  |    |                         |                         |                         |  |
|  |                    |                                |                    |                   | Atlético de Madrid | Atlético de Madrid | 0                  |                    |  |    |                         |                         |                         |  |
|  |                    |                                | Real Madrid C. F.  | Real Madrid C. F. | 1                  |                    |                    |                    |  |    |                         |                         |                         |  |
|  | 1D                 | Real Madrid C. F.              | Real Madrid C. F.  | Real Madrid C. F. | 1                  | 7                  |                    |                    |  |    |                         |                         |                         |  |
|  | 1D                 | Real Madrid C. F.              |                    |                   |                    |                    |                    |                    |  |    |                         |                         |                         |  |
|  | 2C                 | Granada C. F.                  | 0                  |                   |                    |                    |                    |                    |  |    |                         |                         |                         |  |
|  | 2C                 | Granada C. F.                  | 0                  |                   |                    |                    |                    |                    |  |    |                         |                         |                         |  |
|  |                    |                                |                    |                   |                    |                    |                    |                    |  |    |                         |                         |                         |  |

### Cuartos de final

#### F. C. Barcelonavs.Real Sociedad F. F.
| Cuartos de final 1; 23 de mayo de 2025, 10:00 | F. C. Barcelona                                               | 3:0 (0:0) | Real Sociedad F. F. | Complejo Municipal de Deportes Ángel Nieto, Campo 1, Boadilla del Monte, Comunidad de Madrid |                              |
|                                               | - 37' Mariona Señe - 58' Daniela Martínez - 71' Natalia Escot | Reporte   |                     | Árbitro(s): González Sánchez                                                                 | Árbitro(s): González Sánchez |

#### R. C. D. de La Coruñavs.Atlético de Madrid
| Cuartos de final 2; 23 de mayo de 2025, 10:00 | R. C. D. de La Coruña | 0:2 (0:1) | Atlético de Madrid                                            | Complejo Municipal de Deportes Ángel Nieto, Campo 3, Boadilla del Monte, Comunidad de Madrid |                            |
|                                               |                       | Reporte   | - 24' Lara Hernández de la Huerta - 48' María Dolores Delgado | Árbitro(s): Badía González                                                                   | Árbitro(s): Badía González |

#### Madrid C. F. F.vs.R. C. D. Espanyol de Barcelona
| Cuartos de final 3; 23 de mayo de 2025, 12:00 | Madrid C. F. F.         | 2:0 (1:0) | R. C. D. Espanyol de Barcelona | Complejo Municipal de Deportes Ángel Nieto, Campo 1, Boadilla del Monte, Comunidad de Madrid |                            |
|                                               | - 5', 42' Sara Caparroz | Reporte   |                                | Árbitro(s): Álvarez Blanco                                                                   | Árbitro(s): Álvarez Blanco |

#### Real Madrid C. F.vs.Granada C. F.
| Cuartos de final 4; 23 de mayo de 2025, 12:00 | Real Madrid C. F. | 7:0 (4:0) | Granada C. F. | Complejo Municipal de Deportes Ángel Nieto, Campo 3, Boadilla del Monte, Comunidad de Madrid |                         |
|                                               | - 2', 33' Paula Comendador - 21' Adriana Folgado - 31' Iris Ashley Santiago - 40' Erika del Pino - 58' Elsa Santos - 60' Amaya García | Reporte   |               | Árbitro(s): López Reche                                                                      | Árbitro(s): López Reche |

### Semifinal

#### F. C. Barcelonavs.Madrid C. F. F.
| Semifinal 1; 24 de mayo de 2025, 10:00 | F. C. Barcelona                                               | 3:0 (0:0) | Madrid C. F. F. | Complejo Municipal de Deportes Ángel Nieto, Campo 1, Boadilla del Monte, Comunidad de Madrid |                             |
|                                        | - 43' Celia Segura - 58' María Alonso - 67' Rosalía Domínguez | Reporte   |                 | Árbitro(s): Monesma Sánchez                                                                  | Árbitro(s): Monesma Sánchez |

#### Atlético de Madridvs.Real Madrid C. F.
| Semifinal 2; 24 de mayo de 2025, 12:00 | Atlético de Madrid | 0:1 (0:0) | Real Madrid C. F.      | Complejo Municipal de Deportes Ángel Nieto, Campo 1, Boadilla del Monte, Comunidad de Madrid |                                |
|                                        |                    | Reporte   | - 43' Paula Comendador | Árbitro(s): Fernández Ceferino                                                               | Árbitro(s): Fernández Ceferino |

### Final
| 30    | Guardameta     | Rocio Romano        |     |
| 28    | Defensa        | Noa Jiménez         |     |
| 34    | Defensa        | Daniela Martínez    |     |
| 38    | Defensa        | Iara Soares Martins |     |
| 15    | Centrocampista | Rosalía Domínguez   |     |
| 24    | Centrocampista | Mariona Señe        | 61' |
| 29    | Centrocampista | Beatriz Pérez       | 43' |
| 18    | Delantero      | Natalia Escot       | 53' |
| 21    | Delantero      | Ainoa Gómez         |     |
| 27    | Delantero      | Noa Ortega          | 43' |
| 9     | Delantero      | Cèlia Segura        |     |
| D. T. | D. T.          | Óscar Belis         |     |

| 1     | Guardameta     | Laia López           |     |
| 2     | Defensa        | Silvia Blasco        | 68' |
| 4     | Defensa        | Claudia de la Cuerda |     |
| 15    | Defensa        | Silvia Cristobal     |     |
| 5     | Defensa        | Amaya García         |     |
| 6     | Centrocampista | Irune Dorado         |     |
| 8     | Centrocampista | Elsa Santos          |     |
| 10    | Centrocampista | Adriana Folgado      |     |
| 19    | Delantero      | Candela Rodríguez    | 52' |
| 9     | Delantero      | Iris A. Santiago     |     |
| 7     | Delantero      | Paula Comendador     |     |
| D. T. | D. T.          | Fernando E. Maíllo   |     |

| 14 | Delantero      | Anna Quer          | 43' |
| 37 | Delantero      | Lua Arufe          | 43' |
| 12 | Delantero      | Kautar Azraf       | 53' |
| 16 | Centrocampista | Montserrat Alabart | 61' |

| 20 | Centrocampista | Alejandra Gómez | 52' |
| 3  | Defensa        | Paula Rascón    | 68' |

| 34' | Paula Comendador | 0:1 |

| 28' · 48' · 70+3' | Amaya García Iris A. Santiago Irune Dorado |

| Principal  | López Osorio       |
| Asistentes | López Reche        |
|            | Parra Cuenca       |
| Cuarto     | Fernández Ceferino |

|  |                    |     |     |
|  | Tiros              | 2   | 3   |
|  | Tiros a puerta     | 6   | 3   |
|  | Faltas             | 10  | 15  |
|  | Saques de esquina  | 2   | 0   |
|  | Penaltis           | 0   | 0   |
|  | Fueras de juego    | 1   | 2   |
|  | Posesión del balón | 40% | 60% |

| 30    | Guardameta     | Rocio Romano        |     |
| 28    | Defensa        | Noa Jiménez         |     |
| 34    | Defensa        | Daniela Martínez    |     |
| 38    | Defensa        | Iara Soares Martins |     |
| 15    | Centrocampista | Rosalía Domínguez   |     |
| 24    | Centrocampista | Mariona Señe        | 61' |
| 29    | Centrocampista | Beatriz Pérez       | 43' |
| 18    | Delantero      | Natalia Escot       | 53' |
| 21    | Delantero      | Ainoa Gómez         |     |
| 27    | Delantero      | Noa Ortega          | 43' |
| 9     | Delantero      | Cèlia Segura        |     |
| D. T. | D. T.          | Óscar Belis         |     |

| 1     | Guardameta     | Laia López           |     |
| 2     | Defensa        | Silvia Blasco        | 68' |
| 4     | Defensa        | Claudia de la Cuerda |     |
| 15    | Defensa        | Silvia Cristobal     |     |
| 5     | Defensa        | Amaya García         |     |
| 6     | Centrocampista | Irune Dorado         |     |
| 8     | Centrocampista | Elsa Santos          |     |
| 10    | Centrocampista | Adriana Folgado      |     |
| 19    | Delantero      | Candela Rodríguez    | 52' |
| 9     | Delantero      | Iris A. Santiago     |     |
| 7     | Delantero      | Paula Comendador     |     |
| D. T. | D. T.          | Fernando E. Maíllo   |     |

| 14 | Delantero      | Anna Quer          | 43' |
| 37 | Delantero      | Lua Arufe          | 43' |
| 12 | Delantero      | Kautar Azraf       | 53' |
| 16 | Centrocampista | Montserrat Alabart | 61' |

| 20 | Centrocampista | Alejandra Gómez | 52' |
| 3  | Defensa        | Paula Rascón    | 68' |

| 34' | Paula Comendador | 0:1 |

| 28' · 48' · 70+3' | Amaya García Iris A. Santiago Irune Dorado |

| Principal  | López Osorio       |
| Asistentes | López Reche        |
|            | Parra Cuenca       |
| Cuarto     | Fernández Ceferino |

|  |                    |     |     |
|  | Tiros              | 2   | 3   |
|  | Tiros a puerta     | 6   | 3   |
|  | Faltas             | 10  | 15  |
|  | Saques de esquina  | 2   | 0   |
|  | Penaltis           | 0   | 0   |
|  | Fueras de juego    | 1   | 2   |
|  | Posesión del balón | 40% | 60% |

| 30    | Guardameta     | Rocio Romano        |     |
| 28    | Defensa        | Noa Jiménez         |     |
| 34    | Defensa        | Daniela Martínez    |     |
| 38    | Defensa        | Iara Soares Martins |     |
| 15    | Centrocampista | Rosalía Domínguez   |     |
| 24    | Centrocampista | Mariona Señe        | 61' |
| 29    | Centrocampista | Beatriz Pérez       | 43' |
| 18    | Delantero      | Natalia Escot       | 53' |
| 21    | Delantero      | Ainoa Gómez         |     |
| 27    | Delantero      | Noa Ortega          | 43' |
| 9     | Delantero      | Cèlia Segura        |     |
| D. T. | D. T.          | Óscar Belis         |     |

| 1     | Guardameta     | Laia López           |     |
| 2     | Defensa        | Silvia Blasco        | 68' |
| 4     | Defensa        | Claudia de la Cuerda |     |
| 15    | Defensa        | Silvia Cristobal     |     |
| 5     | Defensa        | Amaya García         |     |
| 6     | Centrocampista | Irune Dorado         |     |
| 8     | Centrocampista | Elsa Santos          |     |
| 10    | Centrocampista | Adriana Folgado      |     |
| 19    | Delantero      | Candela Rodríguez    | 52' |
| 9     | Delantero      | Iris A. Santiago     |     |
| 7     | Delantero      | Paula Comendador     |     |
| D. T. | D. T.          | Fernando E. Maíllo   |     |

| 14 | Delantero      | Anna Quer          | 43' |
| 37 | Delantero      | Lua Arufe          | 43' |
| 12 | Delantero      | Kautar Azraf       | 53' |
| 16 | Centrocampista | Montserrat Alabart | 61' |

| 20 | Centrocampista | Alejandra Gómez | 52' |
| 3  | Defensa        | Paula Rascón    | 68' |

| 34' | Paula Comendador | 0:1 |

| 28' · 48' · 70+3' | Amaya García Iris A. Santiago Irune Dorado |

| Principal  | López Osorio       |
| Asistentes | López Reche        |
|            | Parra Cuenca       |
| Cuarto     | Fernández Ceferino |

|  |                    |     |     |
|  | Tiros              | 2   | 3   |
|  | Tiros a puerta     | 6   | 3   |
|  | Faltas             | 10  | 15  |
|  | Saques de esquina  | 2   | 0   |
|  | Penaltis           | 0   | 0   |
|  | Fueras de juego    | 1   | 2   |
|  | Posesión del balón | 40% | 60% |

| 30    | Guardameta     | Rocio Romano        |     |
| 28    | Defensa        | Noa Jiménez         |     |
| 34    | Defensa        | Daniela Martínez    |     |
| 38    | Defensa        | Iara Soares Martins |     |
| 15    | Centrocampista | Rosalía Domínguez   |     |
| 24    | Centrocampista | Mariona Señe        | 61' |
| 29    | Centrocampista | Beatriz Pérez       | 43' |
| 18    | Delantero      | Natalia Escot       | 53' |
| 21    | Delantero      | Ainoa Gómez         |     |
| 27    | Delantero      | Noa Ortega          | 43' |
| 9     | Delantero      | Cèlia Segura        |     |
| D. T. | D. T.          | Óscar Belis         |     |

| 1     | Guardameta     | Laia López           |     |
| 2     | Defensa        | Silvia Blasco        | 68' |
| 4     | Defensa        | Claudia de la Cuerda |     |
| 15    | Defensa        | Silvia Cristobal     |     |
| 5     | Defensa        | Amaya García         |     |
| 6     | Centrocampista | Irune Dorado         |     |
| 8     | Centrocampista | Elsa Santos          |     |
| 10    | Centrocampista | Adriana Folgado      |     |
| 19    | Delantero      | Candela Rodríguez    | 52' |
| 9     | Delantero      | Iris A. Santiago     |     |
| 7     | Delantero      | Paula Comendador     |     |
| D. T. | D. T.          | Fernando E. Maíllo   |     |

| 14 | Delantero      | Anna Quer          | 43' |
| 37 | Delantero      | Lua Arufe          | 43' |
| 12 | Delantero      | Kautar Azraf       | 53' |
| 16 | Centrocampista | Montserrat Alabart | 61' |

| 20 | Centrocampista | Alejandra Gómez | 52' |
| 3  | Defensa        | Paula Rascón    | 68' |

| 34' | Paula Comendador | 0:1 |

| 28' · 48' · 70+3' | Amaya García Iris A. Santiago Irune Dorado |

| Principal  | López Osorio       |
| Asistentes | López Reche        |
|            | Parra Cuenca       |
| Cuarto     | Fernández Ceferino |

|  |                    |     |     |
|  | Tiros              | 2   | 3   |
|  | Tiros a puerta     | 6   | 3   |
|  | Faltas             | 10  | 15  |
|  | Saques de esquina  | 2   | 0   |
|  | Penaltis           | 0   | 0   |
|  | Fueras de juego    | 1   | 2   |
|  | Posesión del balón | 40% | 60% |

| Campeón Torneo Juvenil Femenino 2025 |
| ------------------------------------ |
| Real Madrid C. F. 2.o título         |

## Estadísticas

### Goleadoras
| Jugadora         | Equipo            | Goles | PJ | Prom. |
| ---------------- | ----------------- | ----- | -- | ----- |
| Paula Comendador | Real Madrid C. F. | 5     | 4  | 1.25  |
| Sara Caparroz    | Madrid C. F. F.   | 5     | 5  | 1     |
| Ana Maria Martos | Granada C. F.     | 3     | 3  | 1     |
| Iris A. Santiago | Real Madrid C. F. | 3     | 5  | 0.6   |
| Erika del Pino   | Real Madrid C. F. | 3     | 5  | 0.6   |